# Batata harra

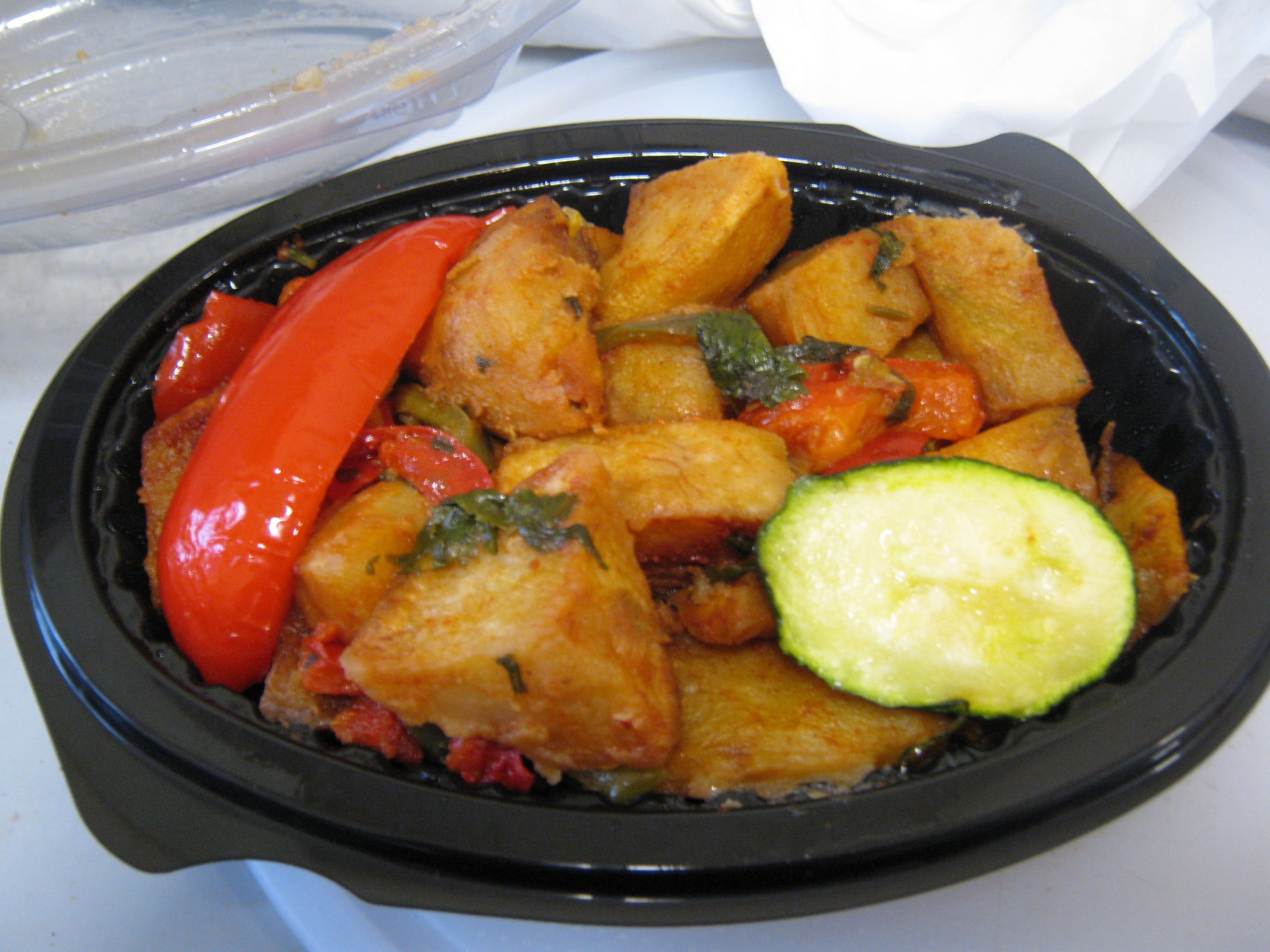
Batata harra.

Batata harra (en arabe : بطاطا حارة) (littéralement « pommes de terre épicées ») est le nom d'un mets libanais à base de pomme de terre.
Outre les pommes de terre, il comprend des poivrons rouges, de la coriandre, du piment fort et de l'ail, le tout étant frit à l'huile d'olive.
Batata harra est aussi le nom d'un plat de légumes indien et pakistanais. En fait, dans l'ouest de l'Inde, la pomme de terre est appelée batata, et harra signifie « vert » en hindi. Pour le préparer, on fait bouillir les pommes de terre, puis on les fait sauter dans l'huile avec des graines de cumin et des feuilles de curry. On ajoute ensuite de la coriandre.